# Be Careful with My Heart
Be Careful with My Heart é uma telenovela filipina exibida em 2012 pela ABS-CBN. Foi protagonizada por Jodi Sta. Maria e Richard Yap.

## Elenco
- Jodi Sta. Maria - Maya dela Rosa
- Richard Yap - Richard "Ser Chief" Lim
- Mutya Orquia - Abigail Ruth "Abby" Lim
- Janella Salvador - Nikki "Nik-Nik" Grace Lim
- Jerome Ponce[2] - Luke Andrew Lim
- Aiza Seguerra - Cristina Rose "Kute" dela Rosa
- Sylvia Sanchez - Teresita dela Rosa
- Gloria Sevilla - Manang Fe
- JM Ibañez - Pocholo "Cho" Macavinta
- Divina Valencia - Conchita "Mamang" dela Paz
- Tart Carlos - Doris
- Vivieka Ravanes - Sabel
- Micah Muñoz - Joma
- Paul Jake Castillo - Simon
- Nathan Lopez - Emman
- Marlo Mortel - Nicolo Angelo Cortez
- Claire Ruiz - Josephine "Joey" Acosta
- Marc Carlos de Leon - Iñigo

## Exibição
- Filipinas: ABS-CBN (emissora original)
- Vietname: TodayTV VTC7
- Malásia: TV3
- Tanzânia: Star TV